# Epitomiptera
Epitomiptera is een geslacht van vlinders van de familie spinneruilen (Erebidae), uit de onderfamilie Hypeninae.

## Soorten
- E. alucitalis Guenée, 1854
- E. majoralis Schaus, 1916
- E. marmorata Kaye, 1922
- E. nigrirena Herrich-Schäffer, 1870
- E. orneodalis Guenée, 1854
- E. pterophoralis Guenée, 1854
- E. purpurascens Kaye, 1922